# Несе-Апфелштет
Несе-Апфелштет (њем. Nesse-Apfelstädt) општина је у њемачкој савезној држави Тирингија. Једно је од 57 општинских средишта округа Гота. Према процјени из 2010. у општини је живјело 6.112 становника. Посједује регионалну шифру (AGS) 16067087.

## Географски и демографски подаци
Несе-Апфелштет се налази у савезној држави Тирингија у округу Гота. Општина се налази на надморској висини од 235–298 метара. Површина општине износи 39,5 km². У самом мјесту је, према процјени из 2010. године, живјело 6.112 становника. Просјечна густина становништва износи 155 становника/km².